# Рудник Різак
Рудник Різак — колишній гірничодобувний майданчик на сході Узбекистану.
Родовище Різак виявили у 1955 році на південному схилі Курамінського хребта, оберненому до Ферганської долини. Розробку організували через Підприємство № 23 (надалі Рудоуправління № 1) Комбінату № 6, що у 1967-му був перейменований на Ленінабадський гірничо-хімічний комбінат.
Видобуток провадився підземним способом з використанням штолень.
Гірничі роботи тривали до 1972 року.
За результатами розробки накопичилось 358 тисяч тонн відвалів з підвищеним рівнем небезпеки.